# Emil Bretschneider
Emil Wassiljewitsch Bretschneider (* 22. Junijul. / 4. Juli 1833greg. in Riga; † 29. Apriljul. / 12. Mai 1901greg. in St. Petersburg) (russisch Эмилий Васильевич Бретшнейдер, wiss. Transliteration Ėmilij Vasil'evič Bretšnejder) war ein russischer Gesandtschaftsarzt, Sinologe, Geograph und Erforscher der chinesischen Botanik. Sein offizielles botanisches Autorenkürzel lautet „Bretschn.“.

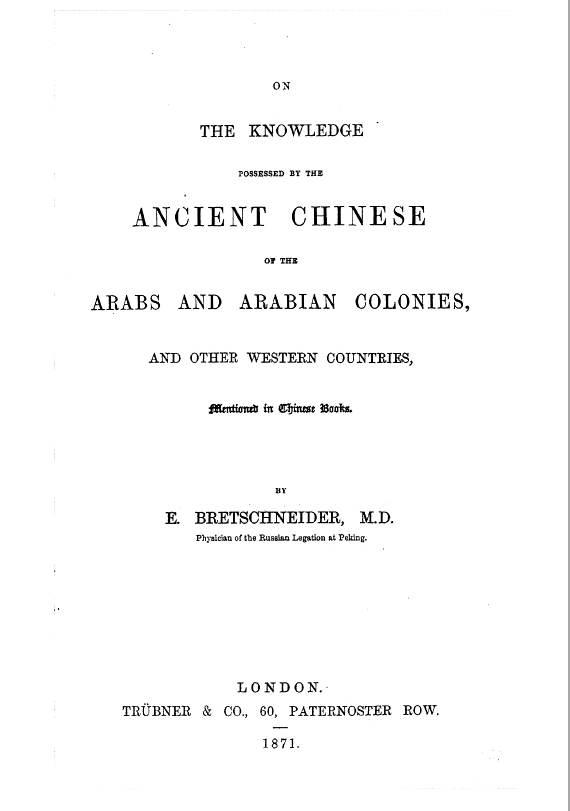
Titelseite von On the Knowledge...

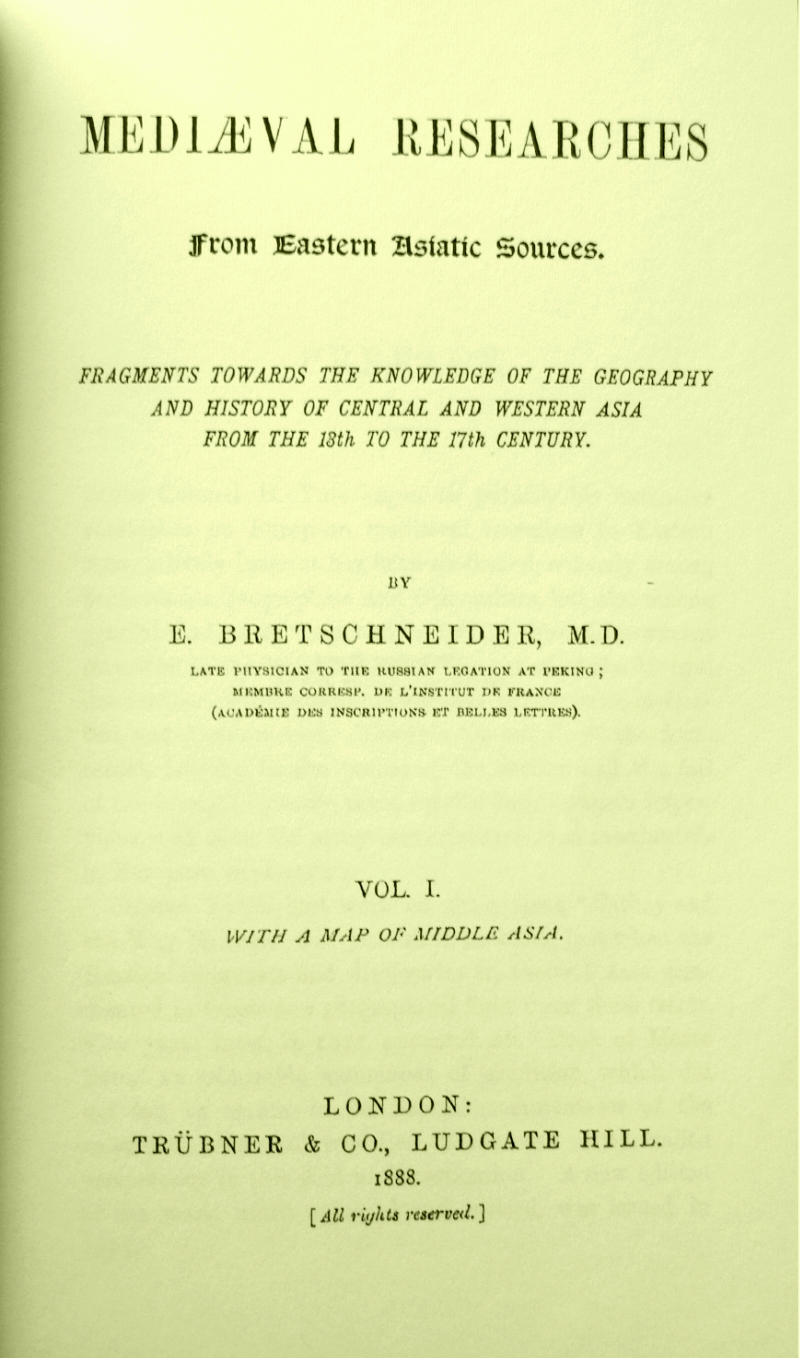
Titelseite der Mediaeval Researches...

## Namensschreibvarianten
E. Bretschneider, Emil Bretschneider, Emilij V. Bretšnejder, Emil Vasilyevich Bretschneider, Emil Vasilievitch Bretschneider

## Leben
Bretschneider war Deutschbalte. Er studierte Medizin an der Kaiserlichen Universität Dorpat, anschließend in Berlin, Wien und Paris. Von 1862 bis 1865 wirkte er als Gesandtschaftsarzt in Teheran und von 1866 bis 1883 in Peking. Er war mit dem unter seinem Ordensnamen bekannten russischen Archimandriten und Sinologen Palladius (Pjotr Iwanowitsch Kafarow) von der Pekinger Mission der Russischen Orthodoxen Kirche befreundet.

## Bedeutung seiner Veröffentlichungen
Zu seinen bekanntesten Werken zählen die Mediaeval Researches (1888), in denen er ausgiebig chinesische und russische Quellen für seine Darstellung der mittelalterlichen Reisen vom 13. bis 17. Jahrhundert nach Zentralasien heranzieht, darunter Yelü Chucai, Changchun und Li Zhichang, Wugusun Zhongduan, Hethum I. und Kirakos Gandsaketsi, Chang De sowie Yelü Xiliang und sein Botanicon Sinicum (1882/96), worin er sich als westlicher Pionier um die Erforschung der Materia medica der Traditionellen chinesischen Medizin verdient machte. Er schrieb auch eine History of European Botanical Discoveries in China (1898), eine Geschichte der europäischen botanischen Entdeckungen in China, die sich nicht auf China beschränkt, sondern auch die Mandschurei, Mongolei, Ostturkestan, Tibet, Korea, die Ryūkyū-Inseln und Bonin-Inseln einschließt.

## Zitat
1870 Dec. - The term „Bean curd“ is first used by Emil V. Bretschneider, writing in English in the Chinese Recorder and Missionary Journal (Foochow, p. 173). He said: „Bean-curd is one of the most important articles of food in China.“ Then he gave an accurate description of how it was made.

## Werke (Auswahl)
- - Eine vollständige Liste findet sich bei Hartmut Walravens: Emil Bretschneider – russischer Gesandtschaftsarzt, Geograph und Erforscher der chinesischen Botanik: eine Bibliographie, Hamburg, Bell 1983, Han-pao tung-Ya shu-chi mu-lu ; 22. ISBN 3-923308-25-6.

- History of European Botanical Discoveries in China, 1898, (Nachdruck: Leipzig, Zentral-Antiquariat der DDR 1962).
- Botanicon Sinicum. Notes on Chinese Botany from Native and Western Sources. 3 Bände. London, Trübner 1882/1892/1893 (Nachdruck aller Bände in Shanghai 1895).
  - Part 1 Notes on Chinese Botany from Native and Western Sources, 1882.
  - Part 2 The Botany of the Chinese Classics : With Annotations, Appendix and Index, mit Ernst Faber, 1892.
  - Part 3 Botanical investigations into the materia medica of the ancient Chinese, 1895.
- Mediaeval researches from Eastern Asiatic Sources : fragments towards the knowledge of the geography and history of Central and Western Asia from the 13th to the 17th century, London, Trübner's Oriental Series 1888 (2 Bände) (Nachdruck: Frankfurt a. M. : Institute for the Hist. of Arabic-Islamic Science at the J.W. Goethe Universität 1996). (Digitalisat 1, 2)
- Recherches archéologiques et historiques sur Pékin et ses environs, Paris, Leroux 1879 (Publications de l'école des langues orientales vivantes ; Série 1, 12).
- History of European Botanical Discoveries in China, London, Sampson Low, Marston 1898, 2 Bände (Nachdruck Leipzig, Zentral-Antiquariat 1981).
- Map of China and the surrounding regions. 2nd edition. Kelly & Walsh, 1900 (Online).
- Die Pekinger Ebene und das benachbarte Gebirgsland, Gotha, Perthes 1876 (Petermann's Geographische Mittheilungen. Ergänzungsheft N° 46) (Digitalisat).
- Fu-Sang, or who discovered America, Peking 1870.
- Ta-Ts'in Kuo, S.-A., Peking 1870.
- Notes on Chinese medieval travellers to the West, Shanghai 1875.
- Notices of the medieval geography and history of Central and Western Asia, London 1876.
- Early European researches into the flora of China, Shanghai: American Presbyterian Mission Press 1881.
- On the knowledge possessed by the ancient Chinese on the Arabs, London 1871.